# Paolo Schiavetti Arcangeli
Paolo Schiavetti Arcangeli (Spoleto, 9 ottobre 1924 – Castelluccio di Norcia, 25 aprile 1944) è stato un partigiano italiano, medaglia d'oro al valor militare alla memoria.

## Biografia
Rimasto senza genitori in tenera età, nella prima infanzia era stato affidato ai nonni materni. Era poi stato accolto nel Convitto nazionale orfani degli impiegati dello Stato, un istituto militarizzato dal fascismo per preparare gli adolescenti alla vita militare. Nel 1942 si era diplomato al Regio liceo ginnasio Pontano Sansi. Era da poco iscritto alla Facoltà di ingegneria dell'Università di Roma, quando comincia a frequentare gruppi antifascisti (non a caso suo nonno Domenico, prima del fascismo, era stato sindaco di Spoleto e deputato socialista).
Nel gennaio 1944, avvisato di essere ricercato, Paolo Schiavetti Arcangeli decide di fuggire sui monti. Saluta la padrona di casa dicendole: "Ci rivediamo dopo la vittoria" e si allontana. Nel febbraio dello stesso anno entra nella Brigata partigiana costituita dal capitano dei bersaglieri Ernesto Melis, un ufficiale di carriera che, dopo l'8 settembre 1943, lasciata l'Accademia di Modena dove ricopriva l'incarico di istruttore,  e raggiunta Spoleto, aveva deciso di opporsi con le armi ai nazifascisti.

Schiavetti fu assegnato ad una squadra comandata da un ufficiale alleato fuggito dalla prigionia, Frank Negel Eatwell, che sarebbe poi caduto sotto i colpi della Gestapo nei pressi del cimitero di Norcia. Il 25 aprile gli uomini di Eatwell si scontrarono con preponderanti forze tedesche in località Castelluccio di Norcia. Rimasto ferito, Schiavetti venne catturato dai tedeschi e trasportato presso un casale denominato "Rondine" dove subì un lungo interrogatorio e pesanti sevizie. Si rifiutò di fornire informazioni sui compagni di lotta, venendo infine ucciso con numerosi colpi di calcio di fucile alla testa.

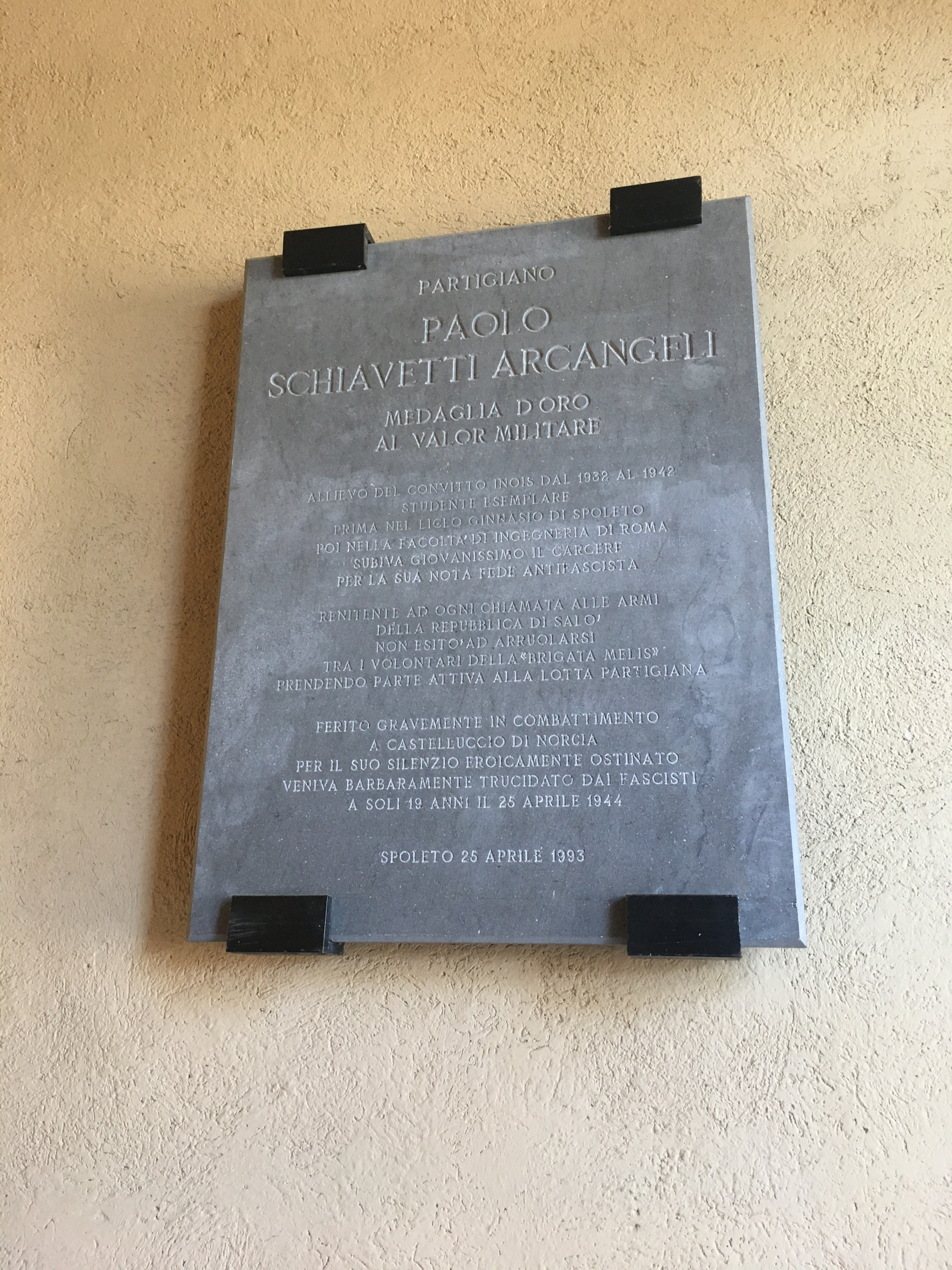
Targa commemorativa posta nell'atrio del Convitto di Spoleto

Dopo l'esecuzione, il suo corpo e quello di altri due partigiani stranieri (tali Sanderson e Schutte) vennero abbandonati, e rimasero inizialmente occultati a causa di una abbondante nevicata, e vennero recuperati solo alcune settimane dopo, come indicato da un rapporto della Guardia Nazionale Repubblicana.

## Onorificenze
A Paolo Schiavetti Arcangeli è stata inoltre dedicata una lapide commemorativa, contenente il testo della motivazione della Medaglia d'oro al valor militare, presso Spoleto, in piazza Campello 5, nell'atrio del convitto da lui frequentato. Una via della stessa Spoleto è a lui dedicata.